# Decreto Nerone
Il decreto Nerone (in tedesco Nerobefehl) fu emesso da Adolf Hitler il 19 marzo 1945 per ordinare la distruzione delle infrastrutture tedesche, al fine di impedire il loro uso da parte delle forze alleate durante la loro avanzata in Germania. Fu ufficialmente intitolato decreto riguardante le misure distruttive nel territorio del Reich (in tedesco Befehl betreffend Zerstörungsmaßnahmen im Reichsgebiet) e solo successivamente diventò noto come decreto Nerone, a memoria dell'imperatore romano Nerone, a cui è tradizionalmente attribuita la progettazione del grande Incendio di Roma del 64 d.C. Il decreto fu deliberatamente disatteso da Albert Speer.

## Presupposti storici
All'inizio del 1945 la situazione nella seconda guerra mondiale per la Germania era disperata. La maggior parte dei territori conquistati dai tedeschi erano stati liberati o riconquistati, l'offensiva delle Ardenne aveva fallito e gli eserciti alleati stavano avanzando sulla Germania sia dall'est e dall'ovest. Tuttavia, Hitler non era disposto a deporre le armi e ad accettare i termini della resa incondizionata.
Questa non era la prima volta che Hitler aveva cercato di distruggere le infrastrutture prima che venissero prese dal nemico. Poco prima della liberazione di Parigi Hitler ordinò che degli esplosivi fossero collocati intorno a importanti punti di riferimento, come la Torre Eiffel e i principali snodi dei trasporti. Se gli Alleati si fossero avvicinati alla città il governatore militare, Dietrich von Choltitz, avrebbe dovuto far esplodere queste bombe, lasciando Parigi "giacere in macerie". Von Choltitz, tuttavia, non eseguì l'ordine prima e si arrese agli Alleati.

## Il decreto
La sua sezione più pertinente è la seguente:
"1) Tutte le strutture militari di trasporto e comunicazione, stabilimenti industriali e depositi di approvvigionamento, nonché qualsiasi altra cosa di valore all'interno del territorio del Reich, che possa essere utilizzata in qualsiasi modo dal nemico immediatamente o nel prossimo futuro per il perseguimento della guerra, sarà distrutto."»

## Operato
Il decreto fu inutile. La responsabilità per la sua realizzazione ricadde su Albert Speer, ministro degli armamenti e della produzione bellica di Hitler. Speer era inorridito dall'ordine e perse fiducia nel dittatore proprio per questo. Proprio come Dietrich von Choltitz che diversi mesi prima non aveva distrutto Parigi, Speer omise deliberatamente l'esecuzione dell'ordine. Dopo averlo ricevuto chiese di avere il potere esclusivo di attuare il piano usando, però, il suo potere per convincere i generali e i Gauleiter a ignorare l'ordine. Hitler rimase all'oscuro di questo fino alla fine della guerra quando Speer, mentre visitava Hitler nel suo bunker di Berlino, gli confessò di aver deliberatamente disobbedito. Hitler si arrabbiò con il suo ministro, ma gli permise di andarsene senza subire conseguenze. Hitler si suicidò il 30 aprile 1945, 42 giorni dopo aver emesso l'ordine. Poco dopo, il 7 maggio 1945, il generale Alfred Jodl firmò la resa militare tedesca e il 23 maggio Speer fu arrestato per ordine del generale statunitense Dwight D. Eisenhower, insieme al resto del governo provvisorio tedesco guidato dall'ammiraglio Karl Dönitz, successore di Hitler come capo di stato.